# Mis planes son amarte
Mis Planes Son Amarte é o sétimo álbum de estúdio do artista colombiano Juanes. Foi lançado como um álbum visual, com um filme que o acompanha lançado como um videoclipe para cada faixa no YouTube. Conta a história de "um astronauta que viaja no tempo para encontrar o amor verdadeiro e eterno". Também traz a primeira música de Juanes em inglês, "Goodbye for Now".
O álbum ganhou o Prêmio Grammy Latino de Melhor Álbum Pop/Rock no Grammy Latino de 2017.

## Recepção
Em uma crítica o AllMusic deu 5 estrelas ao álbum e escreveu que ele "não apenas inova em todas as fronteiras estéticas, mas resulta no melhor lançamento da carreira de Juanes até agora". A RollingStone deu ao álbum 4 estrelas, escrevendo "Juanes mostra como é possível tocar as estrelas com os pés firmemente plantados na terra".

## Faixas
| N.º | Título                                              | Duração |  |
| 1.  | "Perro Viejo (Old Dog)"                             | 3:16    |  |
| 2.  | "Angel (Angel)"                                     | 3:53    |  |
| 3.  | "Fuego (Fire)"                                      | 2:47    |  |
| 4.  | "Alguna Vez (Sometime)"                             | 2:59    |  |
| 5.  | "El Ratico (Our Time)"                              | 2:46    |  |
| 6.  | "Hermosa Ingrata (Beautiful Ingrate)"               | 3:01    |  |
| 7.  | "Bendecido (Blessed)"                               | 3:38    |  |
| 8.  | "Es Tarde (It's Late)"                              | 3:29    |  |
| 9.  | "Actitud (Attitude)"                                | 3:06    |  |
| 10. | "Mis Planes Son Amarte (My Planes Are to Love You)" | 3:30    |  |
| 11. | "Goodbye for Now"                                   | 2:47    |  |
| 12. | "Esto No Acaba (This Isn't Over)"                   | 2:41    |  |